# Zentralinstitut für Berufsbildung der DDR

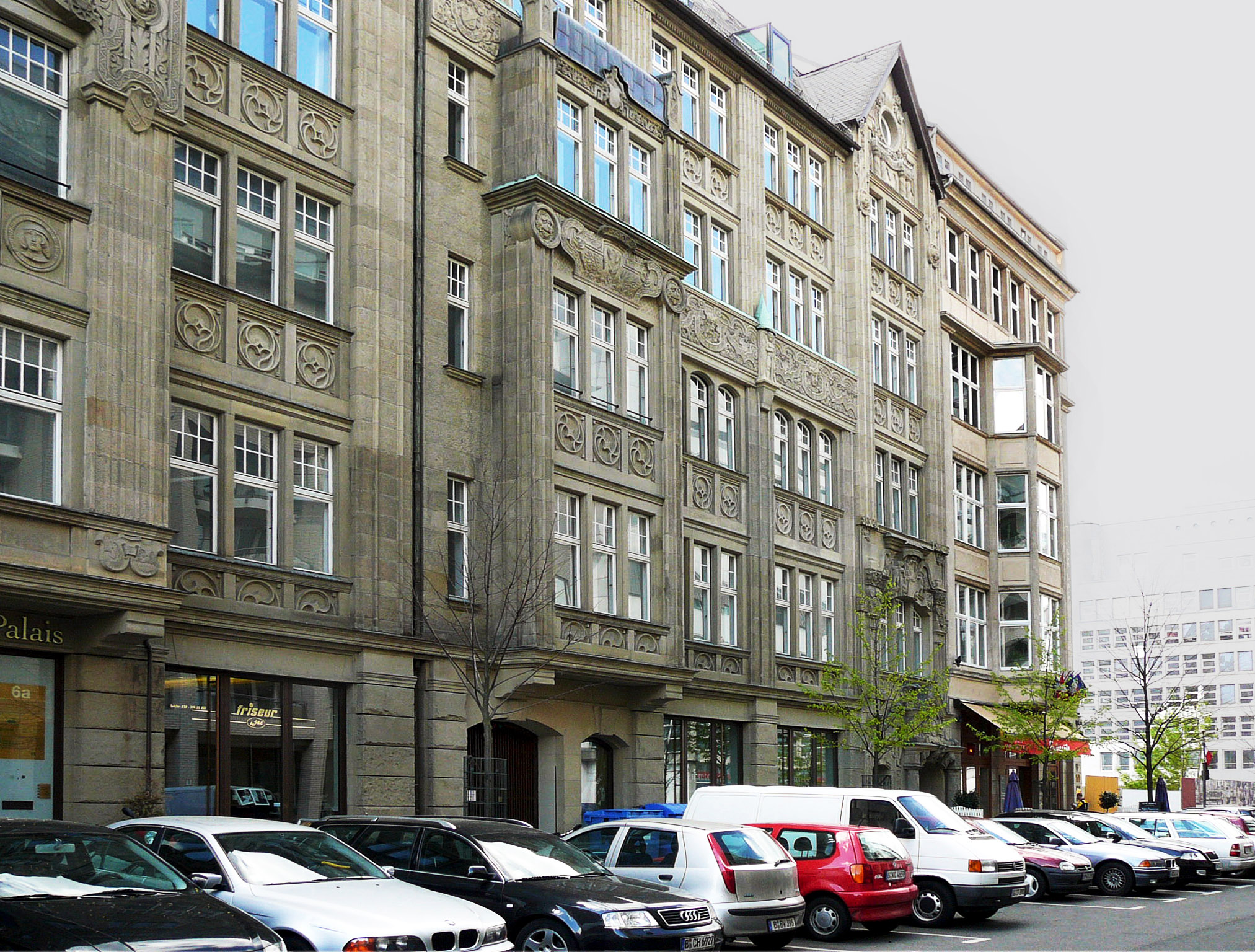
Schützenstraße 5 im Jahr 2007: ZIB (rechts) und 6

Das Zentralinstitut für Berufsbildung der DDR (ZIB) war eine Forschungseinrichtung auf dem Gebiet der Berufsausbildung der Lehrlinge in Berufsschule und Betrieb sowie der Ausbildung und Weiterbildung der Facharbeiter und Meister. Es bestand von 1956 bis 1990 unter verschiedenen Bezeichnungen.

## Geschichte
Anfang 1950 beschloss die junge DDR, für die Belange der Berufsausbildung ein Zentralinstitut zu errichten. Am 1. September 1950 nahm das Deutsche Zentralinstitut für Berufsbildung in der (Ost-)Berliner Neuen Wilhelmstraße 9–11 seine Arbeit auf. Der Vorstand des in Berlin ansässigen Instituts für Berufsbildung e. V. löste in dieser Zeit den 1947 gegründeten Verein auf und übertrug die Rechtsnachfolge auf das Deutsche Zentralinstitut für Berufsbildung. Das Institut für Berufsbildung e. V. Berlin war mittelbar aus dem 1908 gegründeten Deutschen Ausschuß für Technisches Schulwesen (DATSCH), welcher 1939 per Erlass seine Fortführung im Reichsinstitut für Berufsausbildung in Handel und Gewerbe erlebte, hervorgegangen.
Die gesetzlichen Festlegungen zur Gründung des Deutschen Zentralinstituts für Berufsbildung erfolgten vor allem mit der Verordnung zur Verbesserung der Ausbildung qualifizierter Industriearbeiter in den Berufsschulen und Betriebsberufsschulen vom 26. Januar 1950 und dem Gesetz zur Förderung der Jugend in Schule und Beruf vom 28. Februar 1950. Das Institut umfasste die Abteilungen Theorie und Praxis der Berufsausbildung und Aus- und Weiterbildung der Lehrkräfte. Als Hauptaufgaben wurden benannt die Ausarbeitung einheitlicher Berufsbilder, vor allem für die technische Ausbildung sowie die Herstellung entsprechender Lehrbücher. Zugleich legte das Gesetz fest, im Jahre 1950 eine Abteilung zur Aus- und Fortbildung von Lehrern für Berufs- und Fachschulen zu schaffen. Das Heft 1/1950 der Zeitschrift „Berufsbildung“ führte erstmals den Untertitel „zugleich Organ des Deutschen Zentralinstituts für Berufsbildung“.
Ab 1956 trug das Institut den Namen Deutsches Institut für Berufsausbildung, ab 1964 Deutsches Institut für Berufsbildung und ab 1973 Zentralinstitut für Berufsbildung der DDR.
Das Institut war eine nachgeordnete Einrichtung, so des Ministeriums für Volksbildung (1950–1951 und 1958–1962), des Ministeriums für Arbeit und Berufsausbildung (1956–1958), der Staatlichen Plankommission (1964–1966), des Staatlichen Amtes für Berufsausbildung (1966–1970), des Staatssekretariats für Berufsbildung (1970–1989) sowie des Ministeriums für Bildung (1990). Mit seiner Zuordnung zum Staatlichen Amt für Berufsausbildung im Jahr 1966 wurde es ein reines Forschungsinstitut. Seine Finanzierung erfolgte aus dem Staatshaushalt.
Ab 1951 erfolgte die Wahrnehmung der Aufgaben unmittelbar im Staatssekretariat für Berufsausbildung (Staatssekretär Rudolf Wießner), ab 1954–1956 im Ministerium für Arbeit und Berufsausbildung. Anfang der 1960er-Jahre war das Institut kurzzeitig in das Deutsche Pädagogische Zentralinstitut integriert. Der stetige Wechsel in der Unterstellung war für das Institut öfters mit einem Standortwechsel verbunden. Das Ministerium für Volksbildung erbrachte dem Institut die Adresse Schönfließer Straße, Berlin Prenzlauer Berg, die Staatliche Plankommission das Haus der Ministerien, Leipziger Straße, Berlin-Mitte.
Verbunden mit der politischen Wende in der DDR im Herbst 1989 kam es zur Annäherung an das Bundesinstitut für Berufsbildung, mit dem seit 1986 durch das erste gemeinsame Kolloquium Kontakte bestanden. Im Januar 1990 trafen Vertreter beider Institute eine Vereinbarung über eine enge Zusammenarbeit.
Auf der Grundlage des Vertrages über die Herstellung der Einheit Deutschlands wurde das Zentralinstitut für Berufsbildung der DDR, letzter Standort Berlin-Mitte, Reinhold-Huhn-Straße 5 (heute Schützenstraße), nach vierzigjährigen Bestehen mit Wirkung vom 31. Dezember 1990 aufgelöst.

## Aufgaben und Struktur
Aufgaben, Rechte und Pflichten sowie Leitung und Organisation des Zentralinstituts für Berufsbildung der DDR regelte das vom Staatssekretariat für Berufsbildung festgelegte Statut. Als wesentliche Aufgaben sind hervorzuheben: Erarbeitung des wissenschaftlichen Vorlaufs für bildungspolitische Entscheidungen der Regierung und von wirksamen Hilfen für die Praxis der Berufsbildung durch Grundlagenforschung, angewandte Forschung und Entwicklungsarbeiten.
Folgende Arbeitsgebiete bildeten hierfür die Voraussetzungen:
Berufspädagogische Theorie, Berufsforschung/Strategie, Lehrplantheorie/Ausbildungswege, Grundlagenfächer/Informatik, Unterricht in der Berufsausbildung, Unterrichtsmethodik/Unterrichtsmittel, Inhalt und Unterricht in der Erwachsenenbildung, Aus- und Weiterbildung der Meister, Ausbildung und Weiterbildung der Berufspädagogen, Leitung und Ökonomie der Berufsbildung, Internationale Vergleiche, Geschichte und Berufsberatung. Das ZIB übte die Funktion der berufspädagogischen Leitstelle für Information und Dokumentation aus, war jährlicher Herausgeber des „Literaturkatalogs Berufsbildung“. Ab 1967 verfügte das Institut als Herausgeber der wissenschaftlichen Zeitschrift „Forschung in der sozialistischen Berufsbildung“ über eine eigenständige Redaktion.
In den 1970er-Jahren wandte sich das Institut in besonderen Maße Fragen der Auswirkungen des wissenschaftlich-technischen Fortschritts auf Inhalt und Profil der Facharbeiterberufe zu.
Der erhöhten Verantwortung und den gewachsenen Aufgaben des Instituts entsprechend wurde 1974 dem Zentralinstitut für Berufsbildung der DDR die Leitung, Planung und Koordinierung der gesamten berufspädagogischen Forschung in seinen Schwerpunkten und Hauptrichtungen übertragen. Der Zentrale Forschungsplan 1976–1980 war bereits ein Ergebnis abgestimmter Zusammenarbeit vor allem mit den berufspädagogischen Sektionen und Wissenschaftsbereichen von Universitäten und Hochschulen, z. B. mit der Technischen Universität Dresden, der Humboldt-Universität zu Berlin.
Die 1980er-Jahre waren von fortschreitenden internationalen Verbindungen des Instituts und höheren Aufgaben bei der Erfüllung damit verbundener Verpflichtungen auf dem Gebiet der Berufsbildung geprägt. Gelöst wurden Forschungsaufgaben aus den Plänen der mehrseitigen Zusammenarbeit der sozialistischen Länder. Des Weiteren entwickelten sich Arbeitskontakte mit Institutionen in Finnland, der Schweiz, in Österreich, Frankreich und der BRD. Mitarbeiter des Instituts wurden in Aufgaben im Rahmen der UNESCO und der ILO einbezogen. So trug das Institut zur Durchführung des I. Internationalen Kongresses der UNESCO zur technischen und beruflichen Bildung 1987 in Berlin sowie zur Ausarbeitung einer Berufsbildungskonvention bei. Das Übereinkommen über die Berufliche Bildung wurde 1989 von der Generalkonferenz der UNESCO auf ihrer 25. Tagung angenommen.
Zur Beratung von Grundfragen zur Entwicklung der Forschung auf dem Gebiet der Berufsbildung bestand am Institut ein Wissenschaftlicher Beirat. Ihm gehörten Fachwissenschaftler, Vertreter des Staates, der Wirtschaft, gesellschaftlicher Organisationen sowie der Praxis der Berufsbildung an. Er wurde vom Institutsdirektor geleitet.
Entsprechend seinen Aufgaben wies das ZIB in den Jahren 1986–1990 folgende Struktur und Personalkapazität auf:

## Direktoren und Mitarbeiter
Direktor des Zentralinstituts für Berufsbildung wurde mit Wirkung vom 1. Juli 1950 Heinrich Leß, ein antifaschistischer Gewerbelehrer. Er hatte 1947 die Leitung des Referats Berufs- und Fachschulen in der deutschen Zentralverwaltung für Volksbildung übernommen und war nach Gründung der DDR stellvertretender Leiter der Schulabteilung im Ministerium für Volksbildung. Im Mittelpunkt seiner Tätigkeit stand die Förderung der Berufsschule als Mittel der Erziehung und Ausbildung der überwiegenden Mehrheit der Schüler ("Schule der 95 Prozent"). Im Herbstsemester 1951/52 übernahm er Vorlesungen zur Berufsschulausbildung in der UdSSR im Fach Berufspädagogik und Berufspsychologie an der Wirtschaftswissenschaftlichen Fakultät der Humboldt-Universität zu Berlin. Nach dem Ausscheiden von Heinrich Leß amtierte vor allem Kurt Heinze, ehemaliger Leiter der Betriebsberufsschule Bergbau Halle-Ammendorf und seit 1960 stellvertretender Institutsdirektor.
Als Konsequenz der staatlichen Orientierung des Instituts auf die Deckung des Arbeitskräftebedarfs in der Volkswirtschaft wurde 1965 der Arbeitsökonom Arnold Knauer von der Hochschule für Ökonomie Berlin zum Direktor des Instituts berufen. Bis zu seinem Ausscheiden aus gesundheitlichen Gründen bestimmte er für 15 Jahre in hohem Maße die Entwicklung des Instituts, verlieh ihm wachsende Ausstrahlungskraft, förderte die Fundierung der berufspädagogischen Forschung, verbunden mit der Ausgestaltung der inneren Struktur und ihrer zahlenmäßigen Verstärkung. Besonderes Augenmerk richtete er auf die zunehmenden internationalen Kooperationsbeziehungen des Instituts.
Ende 1980 wurde Wolfgang Rudolph, vormals Sekretär des Zentralrates der Freien Deutschen Jugend und für Belange der Berufsausbildung zuständig, als Direktor des Institutes eingeführt. Die wissenschaftliche Tätigkeiten konzentrierte er, Promovend auf philosophischen Gebiet, vor allem auf Fragen der berufspädagogischen Theorie. Nach vielen theoretischen Erkenntnissen auf Einzelgebieten der Berufspädagogik war die Zeit herangereift, stärker zu systematisieren und einen grundlegenden Beitrag zur Theorie des berufspädagogischen Prozesses zu leisten.
Im Juli 1990 waren am Institut 132 Personen beschäftigt, davon 78 Personen als Forschungspersonal, 25 Personen in der Wissenschaftsorganisation und 29 Personen als Technisches Personal. Der Anteil der Frauen betrug 58,3 %. Mehr als drei Viertel des Forschungspersonals hatten einen Hochschulabschluss auf dem Gebiet der Berufspädagogik, die anderen auf den Gebieten der Pädagogik, Ökonomie, Psychologie, Arbeitswissenschaften, Philosophie oder Naturwissenschaften. Ein Viertel verfügte über Qualifikationsabschlüsse in zwei oder mehr Wissenschaftsdisziplinen. Der Anteil promovierter und habilitierter Wissenschaftler betrug 60 %.

## Auszeichnungen
Das Institut wurde mit dem Vaterländischen Verdienstorden in Silber sowie mit dem Orden Banner der Arbeit ausgezeichnet.